# فورکان پاهالی
فورکان پاهالی (انگلیسی: Furkan Palalı؛ زادهٔ ۲۷ اکتبر ۱۹۸۶) بازیگر و مدل اهل ترکیه است. وی از سال ۲۰۰۹ میلادی تاکنون مشغول فعالیت بوده‌است.
از فیلم‌ها یا برنامه‌های تلویزیونی که وی در آن نقش داشته‌است می‌توان به شماره ۳۰۹ اشاره کرد.